# Сілхет – Фенчугандж
Сілхет – Фенчугандж – другий за часом спорудження газопровід у Бангладеш (після газопроводу від родовища Чхатак). 
У 1961 році на північному сході Східного Пакистану (який після 1971-го стане незалежною країною Бангладеш) ввели в розробку газове родовище Сілхет. Видачу продукції при цьому організували до заводу азотних добрив у Фенчуганджі, для чого спорудили трубопровід довжиною 48 км та діаметром 200 мм. Обсяг добовий обсяг поставок складав біля 0,55 млн м3.
Можливо також відзначити, що в 2004-му у Фенчуганджі почалась розробка місцевого газового родовища.